# EMU Australia
EMU Australia – australijska marka założona w 1948 przez Gordona Jacksona jako Jackson`s Tannery. W 1994, po przejęciu firmy przez Andrew Raggata, zmieniono jej nazwę na EMU Australia.
Głównym produktem marki są buty, które powstały z myślą o zmęczonych po wielogodzinnych treningach surferach. Pierwotną myślą projektantów przy tworzeniu marki EMU Australia były krajobrazy kraju z którego pochodzą. Buty miały posiadać prosty fason oraz być wykonane z naturalnych materiałów. Wełna merynosów to materiał, z którego wykonywane są produkty Emu Australia. Właściwości tej wełny spowodowały, że buty nie przepuszczają wilgoci do wewnątrz obuwia, jednocześnie pozwalając na jej wypuszczenie na zewnątrz.